# FedEx Express-vlucht 80
FedEx Express Vlucht 80 was een vrachttoestel van het type McDonnell Douglas MD-11, dat van het Chinese kanton Guangzhou onderweg was naar Luchthaven Narita in Japan. Op 23 maart 2009 om 6:48 uur (plaatselijke tijd) verongelukte  het vliegtuig  bij de landing op de luchthaven.
Een vliegtuig dat vlak voor het ongeluk landde, meldde windshear aan de verkeerstoren, die dit doorgaf aan het FedEx-toestel. Op dat moment werden windsnelheden tot 72 km/h gemeten. Het vliegtuig naderde vanuit het zuiden richting landingsbaan 34L (left). Het vliegtuig stuiterde hard tijdens de landing waarna het vliegtuig gelijk daarna met het neuswiel de grond raakte. Door de harde landing vatte de linkermotor vlam en kantelde het vliegtuig ondersteboven. De brandweer had twee uur nodig om het vuur, dat het complete toestel verwoestte, te blussen.
De vier kilometer lange baan was uren gesloten, waardoor de iets meer dan twee kilometer lange baan 34R (right) de enige operationele baan van de luchthaven was. Hierdoor moesten veel vluchten geannuleerd of moesten vluchten uitwijken naar een andere luchthaven.
Door het ongeluk kwamen de twee Amerikaanse bemanningsleden van het toestel om. Beiden werden voor behandeling naar het plaatselijke ziekenhuis vervoerd, waar ze overleden. De Japanse vervoersveiligheidsraad onderzocht de zaak met zes mensen. Ook de National Transportation Safety Board van de Verenigde Staten stuurde een team naar Japan om te helpen bij het onderzoek. De crash was het eerste fatale vliegtuigongeluk van FedEx, alsmede het eerste fatale ongeluk op de luchthaven van Narita.
Het vliegtuig werd gebouwd in 1994 en vloog eerder voor Delta Air Lines. Delta verving hun MD-11-vloot in 2004 door Boeing 767's en Boeing 777's en verkocht enkele MD-11's aan FedEx, welke het nu verongelukte vliegtuig in 2006 in gebruik nam.